# 安積澹泊
安積 澹泊（あさか たんぱく、明暦2年11月13日（1656年12月28日） - 元文2年12月10日（1738年1月29日））は、江戸時代中期の儒学者。諱は覚、字は子先、幼名は彦六、通称は覚兵衛、号は澹泊、澹泊斎、晩年は老圃、老圃常山、老牛など。
物語『水戸黄門』に登場する渥美格之進のモデルとされている。

## 生涯
明暦2年（1656年）、水戸に生まれる。祖父・正信は小笠原家に仕えて軍功あり、後に水戸藩初代徳川頼房に仕え禄400石であったが、父の貞吉は多病でこの禄を辞退し、寄合組となった。貞吉は儒学を好み詩文をよくし「希斎」と号した。
寛文5年（1665年）9月、澹泊が10歳の頃、2代藩主徳川光圀が朱舜水をともなって水戸に帰国したのを機に、父・貞吉が光圀に願い出て朱舜水に入門させた。同年暮れには江戸に出て朱舜水のもとで学んだが、翌6年（1666年）7月に父が死去したので水戸に帰り、家督を継いで寄合組となった。翌7年（1667年）に朱舜水が水戸を訪れると再び教えを受け、翌8年（1668年）朱舜水に従って江戸へ出た。しかし寛文10年（1670年）春には痘瘡を病んで水戸に帰国した。澹泊が朱舜水のもとで学んだのは3年ほどであったが、朱舜水は「日本に来て句読を授けた者は多いが、よくこれを暗記し、理解したのは彦六だけだ」と言ったという。光圀も澹泊の好学を賞して金3両を図書費として与えた。
水戸へ帰った澹泊は同年200石で大番組を命じられ、延宝3年（1675年）小納戸役、同7年に唐物奉行を兼ね、天和3年（1683年）、28歳のときに彰考館入りし史館編修に任じられた。
元禄2年（1689年）、吉弘元常・佐々宗淳両総裁とともに修史義例の作成に関与。元禄5年（1692年）には300石となり、元禄6年（1693年）6月には死去した鵜飼錬斎の後任として史館総裁に就任した（当時の総裁は3人で他は佐々宗淳・中村顧言）。元禄9年（1696年）には佐々らとともに「重修紀伝義例」を作成して修史の方針を明確にし、また「神功皇后論」を著して皇位継承についての所信を述べた。
元禄13年（1700年）に光圀が死去すると、翌14年（1701年）、3代藩主徳川綱條の命により、中村顧言・栗山潜鋒・酒泉竹軒とともに『義公行実』を編集。のち享保8年（1723年）に、4代藩主徳川宗堯の命により、さらにこれを修訂し『常山文集』の付録として印刷した。また享保9年（1724年）に、『義公行実』の付録として『西山遺事』を著している。元禄14年、総裁の職は元のままに小姓頭に昇進。栗山潜鋒らとともに紀伝の稿本全般を点検、加除訂正を行った。中でも宝永年間の筆削活動は目覚ましく、そのためほとんど原型を止めなくなった箇所も多いという。
正徳4年（1714年）に総裁を辞任したが、その後も彰考館にあった。享保元年（1716年）からは「大日本史論賛」の執筆を行う（同5年に完成）。論賛は史伝を記述した末に記述者が加える論評の事である。なお、文化6年（1809年）になって論賛は削除されたため、完成した現在の『大日本史』にはない。享保6年（1721年）新番頭列、同7年新番頭に任じられたがいずれも史館勤務は元の通りであった。享保12年（1727年）からは徳川家康の伝記である『烈祖成績』の編集を担当（同17年完成）。享保18年（1733年）致仕。致仕後も十人扶持を与えられて史館の業務に関わることを許されており、死の直前まで紀伝稿本の校訂作業を続けた。
元文2年12月10日（1738年1月29日）83歳で水戸梅香の自宅にて死去した。明治35年（1902年）11月8日、明治政府により贈正四位。

## 人物
- 私的な面では菊づくりを趣味としていたという。
- 明治時代になってから大阪の講談師・玉田玉知が幕末の講釈師の創作であった『水戸黄門漫遊記』の中に主人公・光圀のお供役として澹泊をモデルにした家来を登場させ、澹泊の通称である覚兵衛から渥美格之進（格さん）と命名[1]、大人気となった。この講談中で同じくお供を勤める佐々木助三郎（助さん）のモデルである佐々宗淳は、やはり水戸藩で澹泊と同じく彰考館総裁を勤めた人物である（総裁は複数制であったので、ともに総裁であった時期もある）。澹泊の16歳年上。なお、佐々宗淳（佐々介三郎宗淳）の墓碑文で安積澹泊（安積覚兵衛澹泊）は「友人」として「おおらかで正直、細かいことにこだわらない」「よく酒を飲む」などといった人物像を記している[2]。

## 学説・著書等
- 光圀時代の初期彰考館員が没していくなか83歳の長寿を保ち、55年の長期にわたって修史事業に精力を傾け、もっとも顕著な業績を残した。また同時代の学者である新井白石や荻生徂徠、室鳩巣らと親交があり、水戸を代表する学者として声望が高かった。
- 著書に史論集『澹泊史論』、漢詩文集『澹泊斎文集』、家康一代の実録『烈祖成績』[1]、朱舜水の伝記『朱文恭遺事』[1]、光圀の言行録『西山遺事』[1]、随筆の『湖亭渉筆』[1]などがある。
- 澹泊以後の彰考館員は、学者ないし思想家というより、むしろ詩文に長じて文人的資質が濃く、『大日本史』の編纂事業は澹泊の死後急速に停滞する。そのため、江戸後期の立原翠軒による復興まで休止の状態となった。

## 石碑
- 水戸市水戸市立第二中学校